# Fumiko Yonezawa
Fumiko Yonezawa (米沢 富美子, Yonezawa Fumiko), née le 19 octobre 1938 et morte le 17 janvier 2019, est une physicienne japonaise et professeure émérite spécialiste de la physique théorique.

## Biographie
Fumiko Yonezawa fait ses études de physique à l'Université de Kyoto et a étudié à l'étranger à l'Université de Keele au Royaume-Uni. Elle est professeure au département de physique de l'Université Keiō. En 1996, elle devient la première femme présidente de la société de physique du Japon,.

## Récompenses et honneurs
- 1984: Prix Saruhashi
- 2005: Prix L'Oréal-Unesco pour les femmes et la science « Pour ses contributions originales à la théorie des semi-conducteurs amorphes et des métaux liquides »[4].

## Publications
- Fumiko Yonezawa et Kazuo Morigaki, « Coherent Potential Approximation », Progress of Theoretical Physics Supplement, vol. 53,‎ 1973, p. 1–76 (DOI 10.1143/PTPS.53.1)
- Shuichi Nosé et Fumiko Yonezawa, « Isothermal–isobaric computer simulations of melting and crystallization of a Lennard-Jones system », The Journal of Chemical Physics, vol. 84, no 3,‎ 1986, p. 1803 (DOI 10.1063/1.450427)
- F. Yonezawa, « A Systematic Approach to the Problems of Random Lattices. I: A Self-Contained First-Order Approximation Taking into Account the Exclusion Effect », Progress of Theoretical Physics, vol. 40, no 4,‎ 1er octobre 1968, p. 734–757 (DOI 10.1143/PTP.40.734)
- Fumiko Yonezawa et Takeo Matsubara, « Note on Electronic State of Random Lattice. II », Progress of Theoretical Physics, vol. 35, no 3,‎ mars 1966, p. 357–379 (DOI 10.1143/PTP.35.357)